# Mariana Nassar Piñeyro
Mariana Erandi Nassar Piñeyro (Oaxaca, 14 de octubre de 1983) es una política mexicana, miembro del Partido Revolucionario Institucional (PRI). Ha sido diputada federal, secretaria de Movilidad y secretaria de Administración en el gobierno de Oaxaca.

## Biografía
Mariana Nassar Piñeyro es licenciada en Administración egresada de la Universidad Westhill y maestra en Alta Dirección de Empresas por la Universidad Anáhuac Oaxaca. Es hija de Irma Piñeyro Arias, quien ha tenido una amplia carrera en la política nacional y de Oaxaca.
De 2017 a 2018 fue directora general del sistema para el Desarrollo Integral de la Familia (DIF) en Oaxaca, de 2018 a 2019 secretaria general del comité estatal del PRI. El 9 de enero de 2019 el gobernador de Oaxaca Alejandro Murat Hinojosa la nombró como secretaria de Movilidad del estado y permaneció en él hasta el 5 de marzo de 2021 en que renunció para ser candidata del PRI a diputada federal.
Fue elegida diputada federal por la vía de la representación proporcional a la LXV Legislatura, que ejerce sus funciones de 2021 a 2024. En la Cámara de Diputados fue secretaria de la comisión de Turismo; e integrante de la comisión de Medio Ambiente y Recursos Naturales; y de la comisión de Movilidad.
Solicitó y recibió licencia al cargo el 1 de marzo de 2022 para asumir el cargo de secretaria de Administración por nombramiento del mencionado gobernador Alejandro Murat.